# 최가박당
《최가박당(最佳拍檔)》는 쩡즈웨이 감독, 허관걸, 맥가 주연의 홍콩 영화이다. 1982년에 제작되었다.

## 출연

### 주연
- 허관걸
- 맥가
- 실비아 창
- 석천
- 서극

### 조연
- 고가로
- 임자상

## 기타
- 미술: 황바이밍

## 시리즈
이 영화는 홍콩 뿐만 아니라 아시아의 각 지역에서 높은 인기를 끌었으며, 이로 인해 최가박당 시리즈는 1989년까지 계속 제작되었다.
- 최가박당 (1982)
- 최가박당 2/대현신통(1983)
- 최가박당 3/여왕밀령(1984)
- 최가박당 4/천리구차파(1986)
- 최가박당 5/신최가박당(1989)

최가박당 시리즈의 높은 인기로 인해 전세계 각국에서 최가박당을 벤치마킹한 영화들이 쏟아져 나왔다.
- 미국: 리썰웨폰
- 대한민국: 투캅스
- 프랑스: 마이 뉴 파트너